# Thomas Fletcher Waghorn

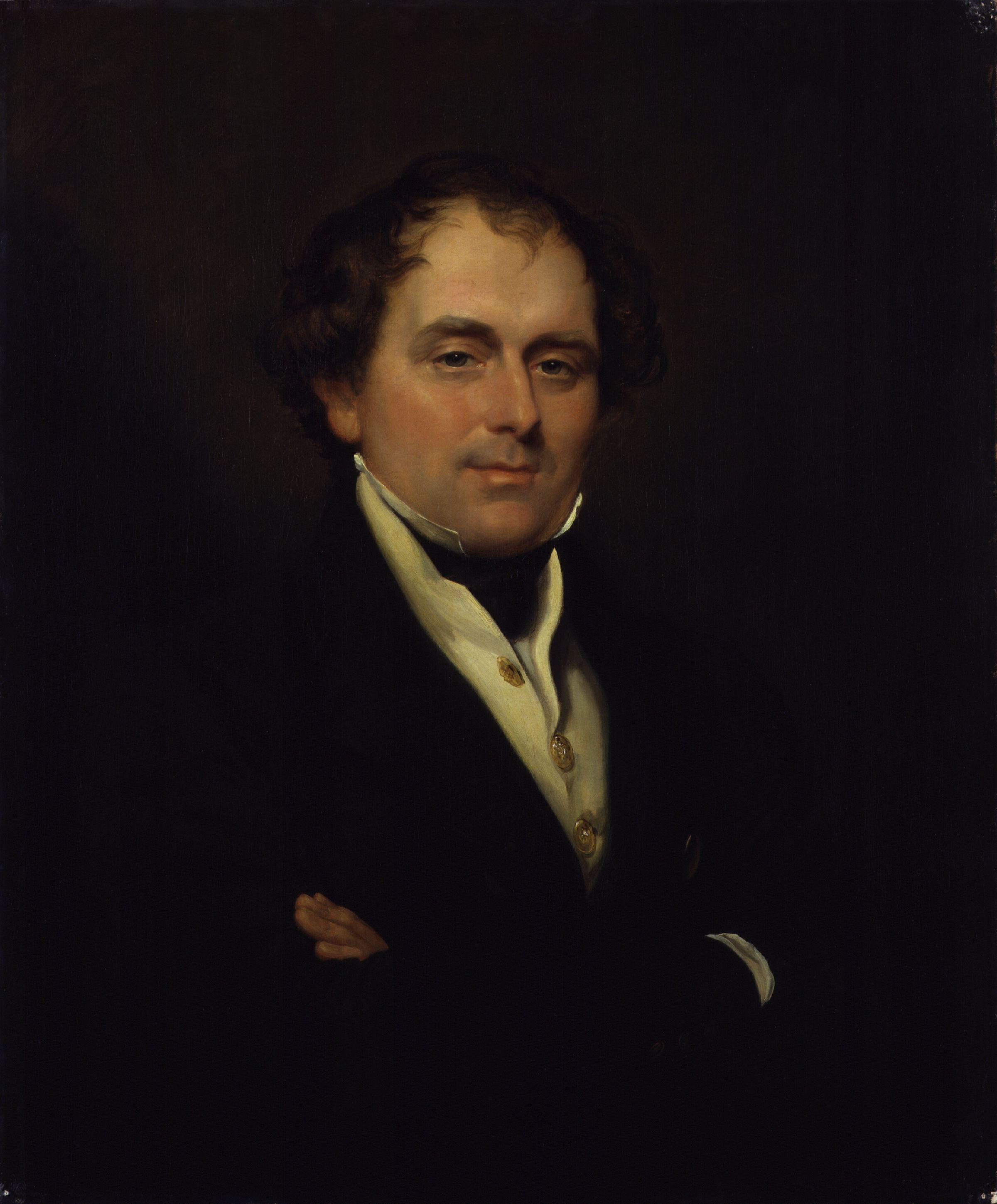
Thomas Waghorn, um 1847. Ölgemälde von Sir George Hayter

Thomas Fletcher Waghorn (* getauft 16. Juli 1800 in Chatham (Kent); † 7. Januar 1850 in London; meist Lieutenant Waghorn bzw. (unrichtig) Leutnant Waghorn genannt) war ein britischer Navy-Lieutenant und Postunternehmer, der eine neue Route über Sues entwickelte und dadurch den Weg von Großbritannien nach Indien um rund 10.000 Seemeilen verkürzte.

## Leben
Thomas Waghorn wurde am 16. Juli 1800 in Chatham, Kent getauft. Er trat im Alter von 12 Jahren in die Royal Navy ein, die er 1817, nach dem Ende der Kriege gegen Napoleon, als Lieutenant verließ und bei der East India Company tätig wurde, die ihn bald zum Lotsen im Bengal Pilot Service beförderte. Dort sah er erstmals ein Dampfschiff und begann über die Entwicklung einer Dampfschifflinie zwischen Großbritannien und Indien nachzudenken, aber die höheren Ränge in Indien zeigten wenig Interesse, Anordnungen aus London schnell und regelmäßig zu erhalten.
Bei einem Aufenthalt in London im Jahre 1825 erfuhr er vom britischen Post Office, dass die gesetzlich festgelegten Briefgebühren auch für Sendungen per Dampfschiff nicht erhöht werden könnten.
Waghorn entwickelte darauf die später als Overland Route bekannt gewordene Strecke von Großbritannien auf dem Landweg nach Marseille oder Triest, per Schiff nach Alexandria, mit Flussbooten nach Kairo, per Kamel auf einer mit Rastplätzen und Übernachtungsmöglichkeiten ausgestatteten Strecke durch die Wüste nach Sues und von dort per Schiff nach Bombay oder Kalkutta. Seine erste, als Test betrachtete Reise nach Indien dauerte trotz zahlreicher Widrigkeiten 4 Monate und 21 Tage, was zwar ein Rekord, aber deutlich länger als die von ihm versprochenen 90 Tage war. Obwohl Waghorn außer durch den ägyptischen Vizekönig Muhammad Ali Pascha keine Unterstützung offizieller Stellen erhielt, gelang es ihm mit großem Einsatz und dem Aufbau guter persönlicher Beziehungen zu den Stämmen in der Wüste, einen weithin akzeptierten Transport für Passagiere und Briefe nach Indien aufzubauen, der 1835 die zugesagten 90 Tage zuverlässig einhielt. Mit den Jahren wurde der Service luxuriöser. In Ägypten wurden bequeme Dampfschiffe eingesetzt und neue Hotels mit Bad benutzt. Die Strecke durch die Wüste dauerte mit speziellen Pferdekutschen nur noch 20 Stunden, trotz der Pferdewechsel in den sieben kleinen Rasthäusern, in denen sogar Champagner serviert wurde. Die Zahl der Passagiere stieg von 275 im Jahr 1835 über 2100 im Jahr 1845 auf mehr als 3000 zehn Jahre später, die die Reise auch zu Besichtigungstouren in Ägypten, die Thomas Cook anbot, benutzten.
In Ägypten lernte er auch den französischen Konsul Ferdinand de Lesseps kennen, der sich unter anderem auch durch die Overland Route zu seinem Vorhaben inspirieren ließ, Jahre später den Sueskanal zu bauen.
Waghorns Erfolg zog die Konkurrenz an. 1841 musste er sein Geschäft mit Rivalen zur J. R. Hill and Co. fusionieren. Zu der Zeit wurde auch die Peninsular and Oriental Steam Navigation Company (P&O) im Indienverkehr tätig. Schließlich übernahm der Vizekönig Muhammad Ali Pascha 1842 die Gesellschaft und führte sie als Egyptian Transit Company weiter.
Waghorn befasste sich noch mit der Beschleunigung der Post in Europa durch die neuen Eisenbahnen. Mangels in Aussicht gestellter Zahlungen durch die Regierung in London endete dieses Vorhaben jedoch mit Schulden von £ 5000. Die Royal Mail, die die P&O mit der Einrichtung einer Postdampferverbindung beauftragt hatte, organisierte schließlich mit der Malle des Indes genannten Zugverbindung durch Frankreich und Italien, die in Marseille bzw. Brindisi Anschluss zu den P&O-Dampfern hatte, eine eigene durchgehende Postverbindung nach Indien.
Er starb vereinsamt und weitgehend mittellos am 7. Januar 1850 in London.
Lesseps, der ausdrücklich Waghorns Pionierleistungen lobte, ließ eine Statue von Waghorn in Sues errichten, die auf der Mole im Hafen steht. In seinem Geburtsort Chatham wurde 1888 eine Statue von ihm errichtet.